# Clara Cernat
Clara Cernat (1972-) é uma violinista franco-romena.
Clara Cernat, aprendeu violino aos seis anos na Escola de música "Georges Enesco" em Bucareste.